# Dieter Hackler

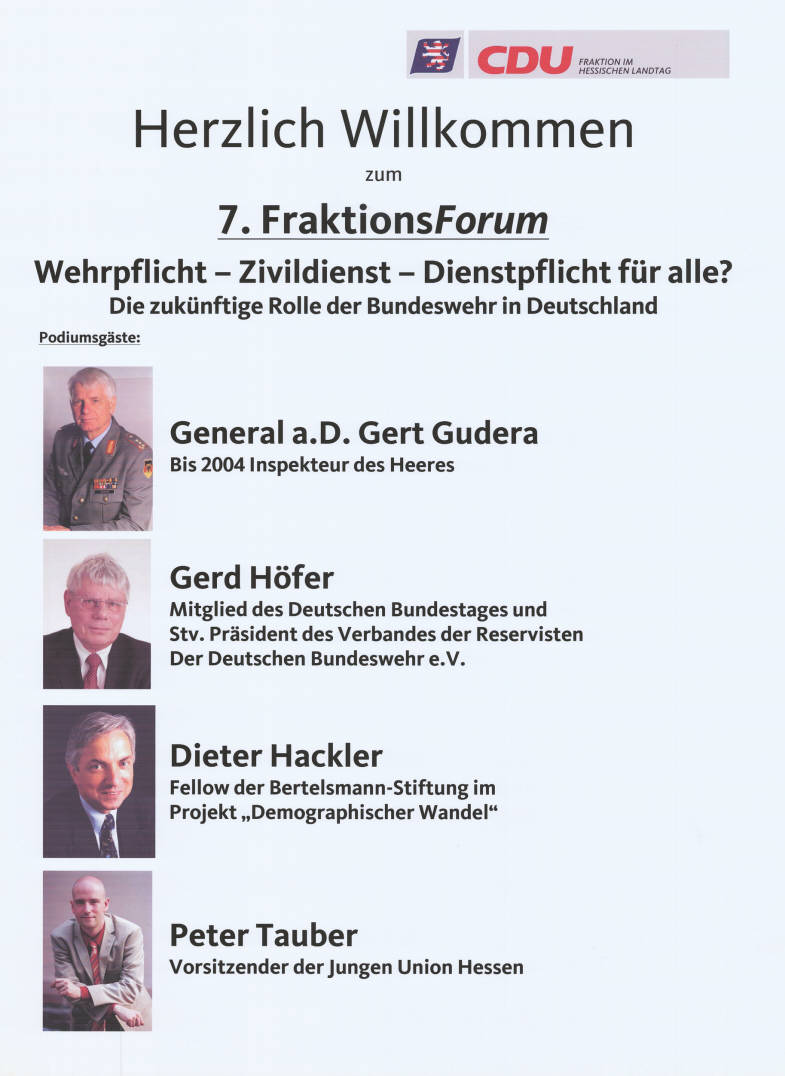
Dieter Hackler auf einem Veranstaltungsplakat der CDU-Fraktion des Hessischen Landtags

Dieter Hackler (* 3. Oktober 1953 in Altenkirchen, Rheinland-Pfalz) ist ein deutscher Theologe und Beamter. Von 1991 bis 2006 war er Bundesbeauftragter für den Zivildienst des Bundesministeriums für Familie, Senioren, Frauen und Jugend.

## Leben
Hackler ist Sohn eines evangelischen Pfarrers. Er besuchte das Collegium Josephinum in Bonn, wo er  1973 sein Abitur ablegte. Anschließend studierte er von 1973 bis 1978 Evangelische Theologie und Rechtswissenschaften an der Rheinischen Friedrich-Wilhelms-Universität Bonn, wo er auch Mitglied des Bonner Wingolfs wurde. Nach dem Ersten Theologischen Examen 1978 wurde Hackler Vikar in Köln-Bayenthal. 1980 legte Dieter Hackler in Düsseldorf erfolgreich das Zweite Theologische Examen ab und wurde zunächst Pastor im Hilfsdienst in Bergisch Gladbach, 1981 dann Pfarrer der Evangelischen Kreuzkirchengemeinde Bonn. Der Gemeindeverband Bonn wählte ihn 1988 zu seinem Vorsitzenden. 1991 wurde Dieter Hackler als Nachfolger von Peter Hintze zum Bundesbeauftragten für den Zivildienst berufen.
Von 2006 bis zu seiner Pensionierung 2014 war er als Ministerialdirektor Leiter der Abteilung 3 „Ältere Menschen“ im Bundesfamilienministerium. Hackler war daneben von 2008 bis 2014 Stiftungsratsvorsitzender der Conterganstiftung und ist seit 2019 deren ehrenamtlicher Vorstandsvorsitzender.
Hackler ist Mitglied der CDU und stellvertretender Bundesvorsitzender des Evangelischen Arbeitskreises seiner Partei.